# Lagrasse
Lagrasse (en occitano: La Grassa) es una comuna y población de Francia, en la región de Occitania, departamento de Aude, en el distrito de Carcassonne y la región histórica del Minervois. Es la cabecera y mayor población del cantón de su nombre.
Su gentilicio en francés es Lagrassiens.
Forma parte de la Communauté de communes du Canton de Lagrasse, de la que es la mayor población.
La población ha sido clasificada oficialmente entre las plus beaux villages de France (más bellas de Francia) en más de diez ocasiones.

## Geografía
La aldea de Lagrasse se encuentra en el fondo de un valle atravesado por el río Orbieu. Esta comarca, conocida como Basses-Corbières se caracteriza por colinas cubiertas de pinos y de vegetación mediterránea. En algunos lugares se cultivan viñas con las que se elabora el vino local.

## Historia
La historia de la población se confunde con la de la Abadía de Sainte-Marie de Lagrasse, de la que toma su nombre, que se inició con la instalación de algunos monjes que terminaron por formar un monasterio. Carlomagno le concedió una carta en 778 siendo el origen de la abadía de Lagrasse, que llegó a ser una de las más importantes de la Europa medieval.
Tras la Revolución, la abadía se vendió como bien nacional. Separados por el río, pueblo y abadía se unen por un elegante puente románico en escarpa, con dos arcos, perteneciente al siglo XII, que encontramos casi intacto. Este puente era el único medio de comunicación ente la abadía y el pueblo, y antiguamente estaba defendido por tres torres.
Capital de Corbières hasta el siglo XIX, Lagrasse servía de punto de encuentro entre comerciantes y artistas. Sus ferias eran muy célebres. Testimonios de ese esplendor encontramos las fachadas de las casas pertenecientes a los siglos XII al XVIII.
Actualmente, sus calles se hallan pavimentadas con guijarros y piedras, la villa alberga numerosos artistas y artesanos y comercios donde se ofrecen productos locales de gran calidad, miel, vino, alfarería, piel, joyas y artesanía, lo que unido a sus monumentos atrae al turismo.

## Lugares y monumentos

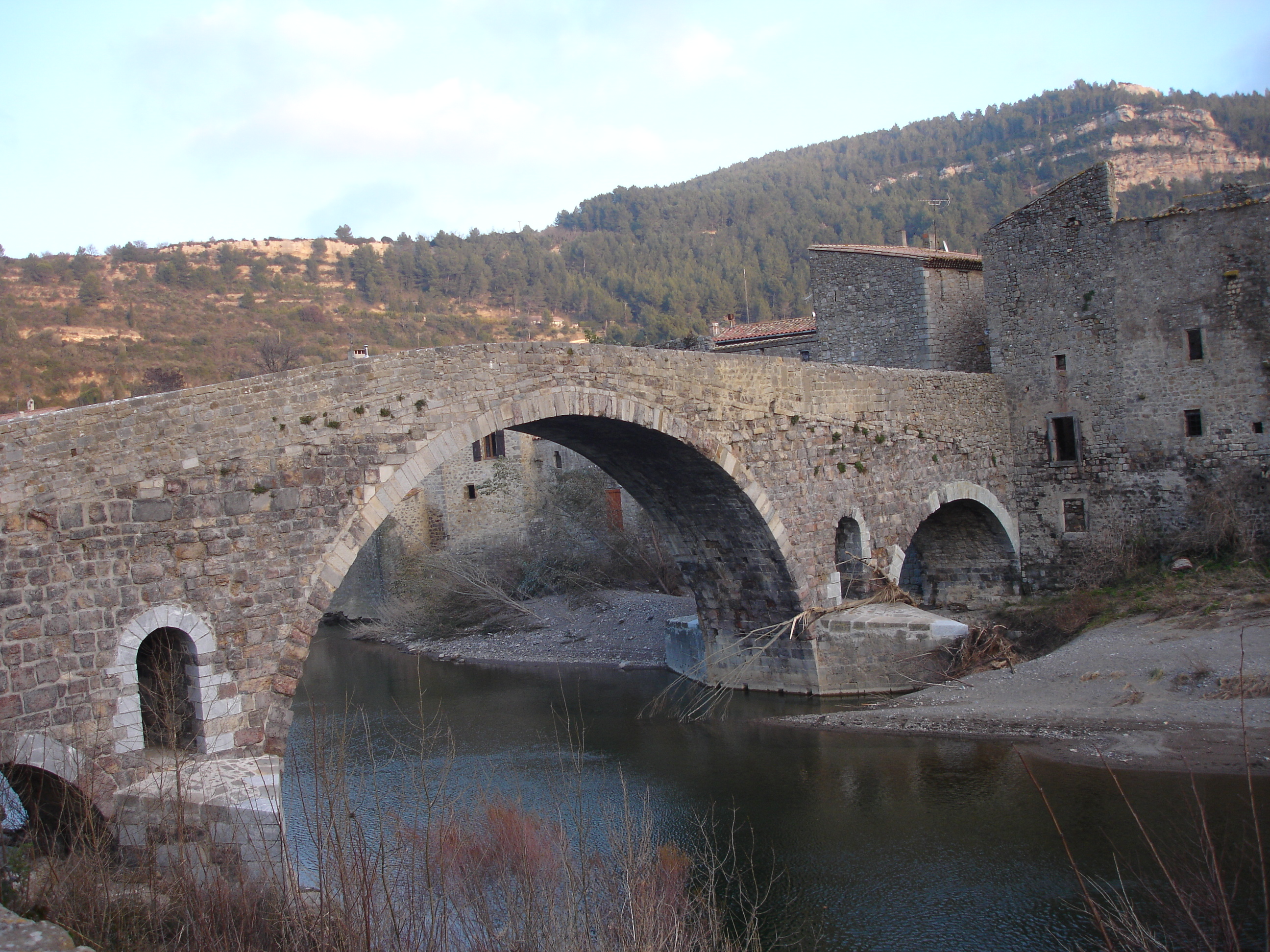
Pont Vieux

- Conjunto medieval: murallas, callejones estrechos:

La Tour de la Plaisance, del siglo XII, torre defensiva del antiguo amurallamiento.
- Abadía de Sainte-Marie de Lagrasse.
- El Pont Vieux (1303).
- Iglesia de Saint-Michel (gótica) de nave única, erigida entre 1359 y 1398.
- Plaza del Hall, donde se encuentra el antiguo mercado cubierto y la casa natal del general Maynard.
- En las proximidades a la población, en la comuna:

Vestigios del Priorato prerrománico de Mirailles
Vestigios del priorato románico de Saint-Michel de Nahuze